# Ray Gallon
Ray Gallon (New York, 1965) is een Amerikaanse jazzpianist en toetsenist.

## Biografie
Gallon werkte vanaf de jaren 1980 in het New Yorkse jazzcircuit. De eerste opnamen ontstonden in 1988, toen hij in de bigband van Lionel Hampton toetsenist was, te horen op diens album Cookin' in the Kitchen, dat een Grammy-nominatie kreeg. Sindsdien speelde hij o.a. met Ron Carter, Art Farmer, Thelonious Monk, Dizzy Gillespie, Milt Jackson, Sweets Edison, Wycliffe Gordon, Les Paul, Benny Golson, Frank Wess, Lew Tabackin, George Adams en in de Mingus Big Band. Bovendien was hij werkzaam als begeleidingsmuzikant voor zangers als Jon Hendricks, Sheila Jordan, Grady Tate, Nnenna Freelon, Gloria Lynne, Dakota Staton, Joe Williams, Chaka Khan en Jane Monheit. Verder werkte hij met een eigen trio (resp. in duo met Peter Washington) en trad hij als solist op. Zijn composities werden gespeeld door Thelonious Monk, de Harper Brothers en George Adams.
Gallon trad bovendien op als studiomuzikant in The Tonight Show en Today, verder in tv- en radioprogramma's van de BET-TV en NPR. Verder was hij werkzaam als muziekpedagoog aan o.a. The New School. Tegenwoordig doceert hij in het BFA Jazz Program aan het City College of New York. Op het gebied van de jazz was hij tussen 1988 en 2016 betrokken bij negen opnamesessies, als laatste met het Jon De Lucia Octet. Tegenwoordig (2019) leidt Gallon een kwartet, waartoe Steve Nelson (vibrafoon), David Wong (bas) en Jason Brown (drums) behoren.

## Discografie
- 1991: George Adams: Old Feeling
- 1991: The Harper Brothers: You Can Hide Inside the Music (Verve Records)
- 1999: T.S. Monk: Crosstalk

- Library of Congress Control Number: n2002128001
- MusicBrainz: 3b4fe948-cd0b-4fc4-839f-838a65097f18
- Virtual International Authority File: 21509202
- WorldCat: E39PBJwMD4dfKy4QxkkMKjMHG3